# Carme Riera
Carme Riera i Guilera, född 12 januari 1948 i Palma de Mallorca, är en katalanskspråkig författare och professor i spansk litteratur. Hon fick sitt genomslag 1975 med novellsamlingen Te deix, amor, la mar com a penyora ('Jag lämnar dig, min kärlek, havet som ett löfte'). I april 2012 valdes hon in som medlem av Real Academia Española.
Utöver sin karriär som skönlitterär författare har Carme Riera verkat som essäist, litteraturkritiker och författare av biografier. Dessutom har hon verkat som universitetslärare och litteraturforskare vid Universitat Autònoma de Barcelona. Hon har författat monografiska studier över Carlos Barral, Jaime Gil de Biedma och José Agustín Goytisolo – tre poeter inom "Barcelonaskolan" – arbetat med manus till radio och TV och skrivit barn- och ungdomslitteratur.
Riera är även känd som översättare till spanska av sina egna verk. 2016 fick hon ta emot Spaniens nationella pris för spansk litteratur, utdelat av landets kulturministerium.

## Biografi

### Tidiga år
Carme Riera föddes i Palma de Mallorca, huvudstad och centralort i Balearerna. Hon tillhör samma släkt som ingenjören Eusebi Estada och generalen Valerià Weyler. Vid åtta års ålder började hon skriva berättelser som var varianter på dem som hennes mormor Caterina berättat för henne som liten.
Hon tillbringade sin barndom och uppväxtår i sin födelsestad. 1965 flyttade hon till Barcelona i syfte att inleda studier i spansk filologi vid Barcelonas universitet. Hon tog sin examen fem år senare, då vid det nystartade Universitat Autònoma de Barcelona. Därefter inledde hon sin yrkeskarriär som lärare i spanska och spansk litteratur, till en början på gymnasienivå. Hennes specialitet blev den spanska guldålderns litteratur samt skrivarkurser.
Riera deltog i studentaktiviteter till protest mot frankismen och Vietnamkriget och som del av den feministiska rörelsen. Hon vände sig ut mot verkligheten, där hon ifrågasatte olika normer. Hon inhämtade influenser från den franska studentrörelsen.

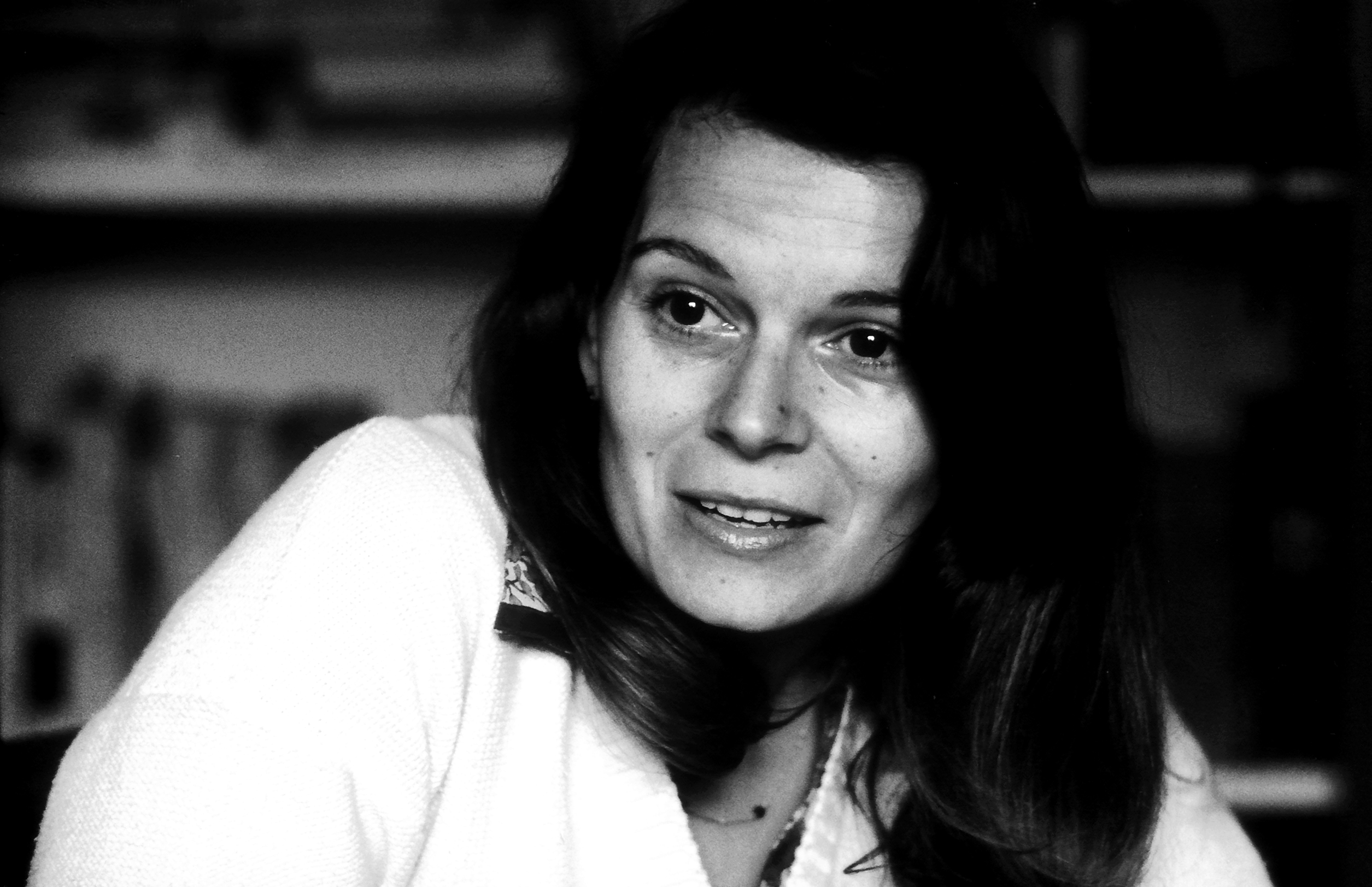
Carme Riera på 1970-talet.

### Tidig karriär
Carme Rieras första novellsamling Te deix, amor, la mar com a penyora gav henne uppmärksamhet hos både kritiker och publiken. Hon ansågs komma med en ny och fräsch stil, och hon använde sig av det mallorkinska vardagsspråket för att lyfta fram teman och ämnen som dittills ansetts vara tabu. Det inkluderar lesbisk kärlek och öppen kritik emot det samtida samhället.
Hennes andra novellsamling, Jo pos per testimoni les gavines ('Jag vittnar om måsarna'), samlade berättelser i samma stil som föregångaren.

### 1980-talet
1980 utgavs Una primavera per a Domenico Guarini ('En vår för Domenico Guarini'), och under decenniet etablerade Riera sig även som romanförfattare. Den här debutromanen medförde även en ny tematik, där hon experimenterade med genrer som deckare och essä, journalistisk prosa med mera.
Denna experimentlusta och utforskande anda kombinerades med en lekfullhet där ironi och annan humor fördes in i texten. Detta syntes i romanerna Qüestió d'amor propi ('Frågan om själva kärleken') och Joc de miralls ('Spegelspel'), liksom i novellsamlingar som Epitelis tendríssims (1981; 'Ömmaste epitelceller').

### Senare år
Med de historiska romanerna Dins el darrer blau (1994; 'I det djupaste blå') och Cap al cel obert (2000; 'Mot den öppna himlen') inledde Riera sin tredje litterära period. Båda dessa verk utgår från huvudpersonernas dubbla identiteteter som judar och Mallorcabor, fast i olika historiska epoker. Den förstnämnda berättelsen placerades i Mallorca vid slutet av 1600-talet, där inkvisitionen dömt en grupp judar till att brännas offentligt, medan den andra boken kretsar kring ättlingarna till dessa judar som flyttat till Kuba och hamnat mitt bland 1700-talets koloniala konflikthärdar.
Med dessa två ambitiösa verk återskapade Riera med noggrannhet de olika detaljerna ur historieboken. De var också del av Rieras fortsatta kulturella etablering under 1990-talet, en som senare skulle komma att leda till ett stort antal kulturella utmärkelser. 2012 valdes hon även in som ledamot av Spanska Akademin.

## Påverkan
Riera säger sig i sitt skrivande ha påverkats av klassiska författare som Sapfo, Petrarca, Goethe och Virginia Woolf. Hon har också inhämtat inspiration från den akademiska spanskspråkiga litterära traditionen, hos namn som Miguel de Cervantes, Leopoldo Alas, Carme Laforet, Valle-Inclán och Gil de Biedma.
Riera har placerat sitt eget skrivande inom den mallorkinska sagotraditionen. Dessutom har hon nämnt två större inspirationskällor från skapandet av det samtida katalanska berättandet: Caterina Albert och Mercè Rodoreda.

## Bibliografi

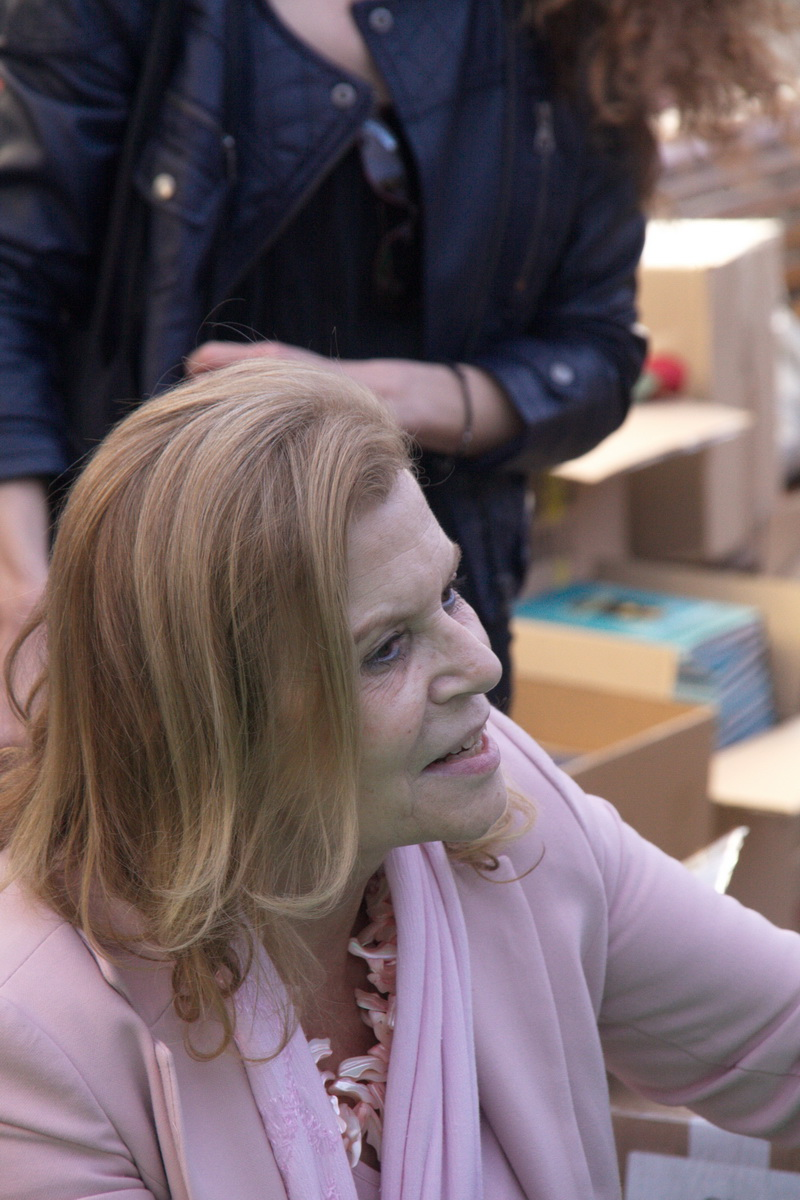
Carme Riera under 2015 års världsbokdag.

## Utmärkelser (urval)
- 1989: Premi Ramon Llull de novel·la för Joc de miralls
- 2000: Creu de Sant Jordi
- 2001: Premi Nacional de Literatura, utdelad av Generalitat de Catalunya
- 2002: Premi Ramon Llull
- 2004: Premi Rosalía de Castro, PEN Galicien[15]
- 2005: Medalla d'Or del Consell de Mallorca[10]
- 2015: Premio Nacional de las Letras Españolas, utdelad av Spaniens Ministerio de Educación, Cultura y Deporte[16]
- 2017: Hedersdoktor vid Universitat de les Illes Balears[17]